# Robert Sibley
Robert Sibley, né en 1966, est un ancien joueur australien de basket-ball. Il évolue durant sa carrière au poste d'ailier.

## Palmarès
- Champion NBL 1985, 1987, 1993